# 顾月珍
顾月珍（1921年11月15日—1970年1月12日），中国沪剧表演艺术家。
1921年冬天出生于上海。原为弃婴，被顾姓竹匠收养，后学唱申曲，以一曲“良彦哭灵”走红上海。后来加入上海沪剧社，与解洪元结婚，后离异。她在戏中善于扮演温厚、善良的女性，在《西太后》一戏中曾扮演珍妃，获得空前成功，其中“冷宫怨”首创“反阴阳曲调”，成为沪剧名曲。解放后，不懈追求进步，创立“努力沪剧团”（今上海市长宁区沪剧团的前身），自任团长，积极上演革命新戏，是第一个将共产党人形象搬上沪剧舞台的沪剧演员。在文化大革命中被迫害而自杀，后获平反。出演的剧目很多，主要有《王贵与李香香》、《八年离乱，天亮前后》、《好媳妇》、《桃李满天下》、《母与子》和《赵一曼》等等。